# Elsie Widdowson
Elsie Widdowson CH CBE FRS (21 d'octubre de 1906 - 14 de juny de 2000), va ser dietista i nutricionista britànica. Ella i el doctor Robert McCance, pediatra, fisiòleg, bioquímic i nutricionista, van ser els responsables de supervisar l'addició governamental obligatòria de vitamines als aliments i el racionament de la Gran Bretanya durant la Segona Guerra Mundial.

## Joventut
Widdowson va néixer a Wallington, Surrey. El seu pare era ajudant de queviures. La seva germana menor Eva Crane es va formar com a física nuclear, però es va convertir en una autoritat mundialment reconeguda sobre les abelles. Va viure a Dulwich i va assistir a la Syndham County Grammar School for Girls .
Durant els anys vint i trenta, les oportunitats professionals per a les dones, a part de la infermeria o la docència, eren limitades. Les dones educades com Widdowson havien de desenvolupar habilitats que els oferissin un potencial laboral. Per tant, Widdowson es va formar com a química.
Va estudiar química a l'Imperial College de Londres i es va llicenciar en BSc el 1928, convertint-se en una de les primeres dones graduades a l'Imperial College. Va realitzar treballs de postgrau al Departament de Fisiologia Vegetal de l'Imperial College, desenvolupant mètodes per separar i mesurar la fructosa, la glucosa, la sacarosa i l'hemicel·lulosa de la fruita. Mesuraria els canvis individuals dels hidrats de carboni de la fruita des de la seva aparició a l'arbre, fins que es produeix la seva maduració. El 1931 es va doctorar en química a l'Imperial College per la seva tesi sobre el contingut d'hidrats de carboni de les pomes.
Tot i que els seus primers estudis es basen principalment en plantes, Widdowson estava molt més interessada en la bioquímica d'animals i humans. Va investigar més amb el professor Charles Dodds a l' Institut de Bioquímica Courtauld de l'Hospital Middlesex, sobre el metabolisme dels ronyons, i també es va doctorar a l'Institut Courtauld.

## McCance i Widdowson

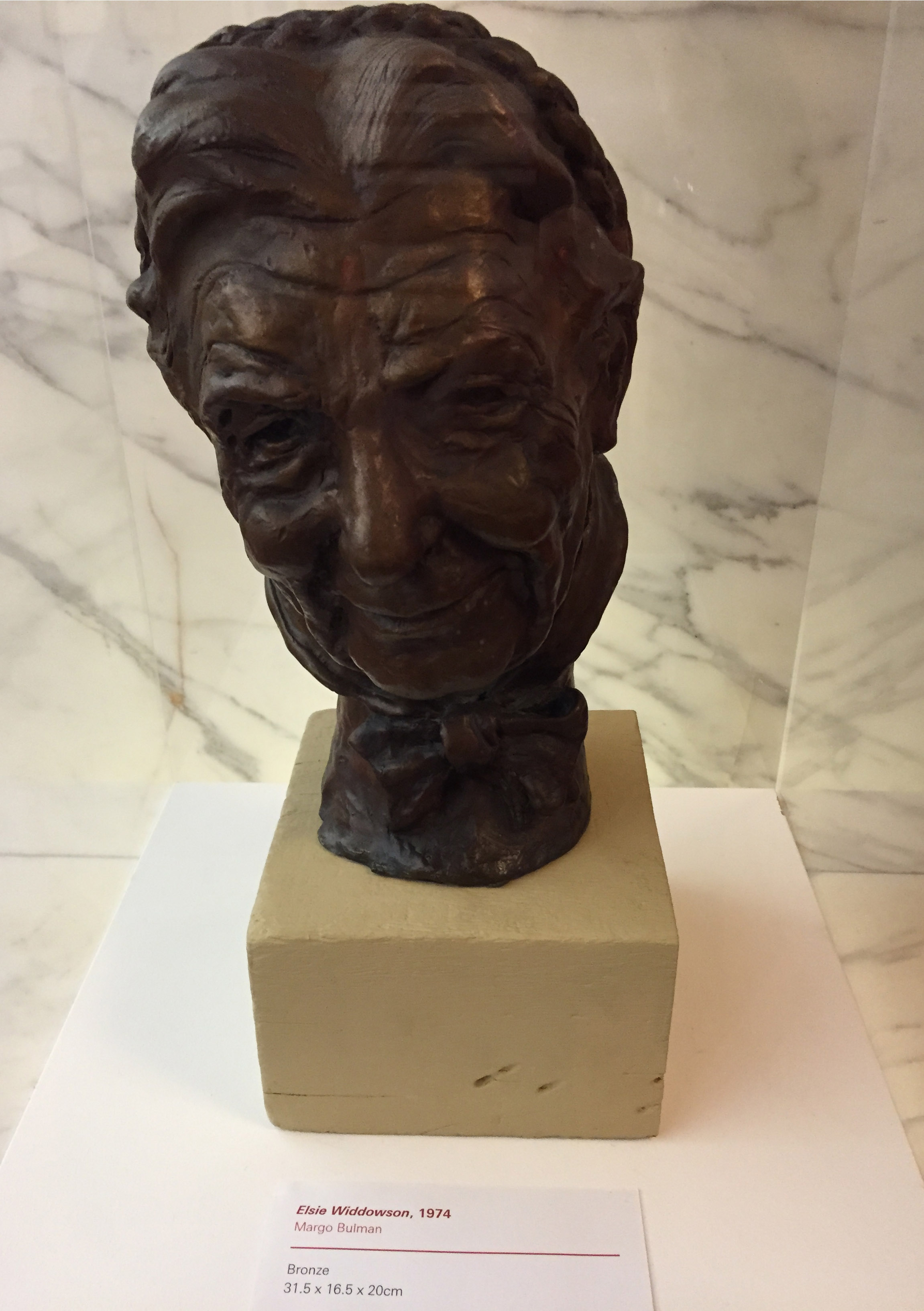
Bust de bronze d'Elsie Widdowson de Margo Bulman (1974), a la Royal Society de Londres.

Tot i que Widdowson havia obtingut el títol de doctor en una prestigiosa institució, encara lluitava per trobar una posició permanent. La doctora Dodds va suggerir que Widdowson es plantejés especialitzar-se en dietètica, de manera que va començar un diploma de postgrau al King's College de Londres. Va investigar sobre com la composició de la carn i peix i els afectava la cuina.
Widdowson va conèixer Robert McCance a les cuines del King's College Hospital el 1933, quan estudiava tècniques de cuina industrial com a part del seu diploma en dietètica. McCance era un metge jove que investigava els efectes químics de la cuina com a part de la seva investigació clínica sobre el tractament de la diabetis. Widdowson va assenyalar un error en l'anàlisi de McCance del contingut en fructosa de la fruita. En lloc d'ofendre’s, McCance va obtenir una subvenció per a Widdowson per analitzar i corregir totes les dades anteriors. A partir d'aquí es van convertir en socis científics i van treballar junts durant els següents 60 anys, fins que McCance va morir el 1993. Pocs anys després de la primera subvenció, McCance va obtenir una segona subvenció perquè Widdowson continués treballant en la composició d'aliments de fruites, verdures i fruits secs.
McCance es va convertir en Lector de Medicina a la Universitat de Cambridge el 1938 i Widdowson es va unir al seu equip al Departament de Medicina Experimental de Cambridge. Van treballar la composició química del cos humà i el valor nutritiu de les diferents farines que s'utilitzaven per fer el pa. Widdowson també va estudiar l'impacte de la dieta infantil en el creixement humà. Van estudiar els diferents efectes de les deficiències de sal i d'aigua i van elaborar les primeres taules per comparar el contingut nutricional dels aliments abans i després de la cocció. El seu treball va adquirir importància nacional durant la Segona Guerra Mundial. Widdowson i McCance van ser coautors de The Chemical Composition of Foods, publicada per primera vegada el 1940 pel Medical Research Council. El seu llibre "McCance i Widdowson" es va conèixer com la bíblia del dietista i va constituir la base del pensament nutricional modern.
A mesura que avançava la Segona Guerra Mundial, el bloqueig contra la majoria dels aliments es va endurir. Els aliments essencials com la mantega, la carn, el formatge, el peix i els ous van quedar molt limitats. Widdowson i McCance es van preocupar pels efectes sobre la salut que provocaria un sistema de racionament extrem. Widdowson i McCance i els seus col·legues es van convertir en els seus propis temes experimentals. Els dos es posarien a una dieta de fam, juntament amb un exercici rigorós, com escalar muntanyes i cremar gairebé 5.000 calories (la quantitat saludable de calories que es consumeixen al dia per a una dona és d'unes 2.500). Després, es posarien a la dieta desenvolupada de pa, col i patates durant diversos mesos per saber si el racionament durant la guerra, amb poca ingesta de carn, lactis o calci, afectaria la seva salut. Van demostrar que una dieta molt restringida podria afavorir la bona salut. També van ser els primers a defensar la fortificació dels aliments, concretament del pa, amb vitamines i minerals com el calci. El seu treball es va convertir en la base de la dieta d'austeritat durant la guerra promoguda pel Ministre d'Aliments Lord Woolton.
Widdowson i McCance van encapçalar la primera addició obligatòria de vitamines i minerals als aliments. El seu treball va començar a principis dels anys quaranta, quan es va afegir calci al pa. També van ser els responsables de formular el racionament de guerra de Gran Bretanya durant la Segona Guerra Mundial.
Widdowson i McCance van ser empleats del Medical Research Council des del 1946 i van passar la major part de la seva vida laboral a Cambridge. Van ser consultats sobre la rehabilitació de les famoses víctimes de fam als camps de concentració nazis i van visitar els Països Baixos, Alemanya i Dinamarca a principis de 1946 per estudiar l'impacte d'una dieta pobra de guerra sobre la gent de l'Europa ocupada pels nazis. Widdowson va fer un seguiment d'aquest treball als anys cinquanta, seixanta i setanta estudiant la desnutrició a l'Àfrica. La investigació sobre animals va demostrar que la desnutrició en els primers anys de vida provocava efectes durant tot el desenvolupament vital i sobre el creixement i la salut.

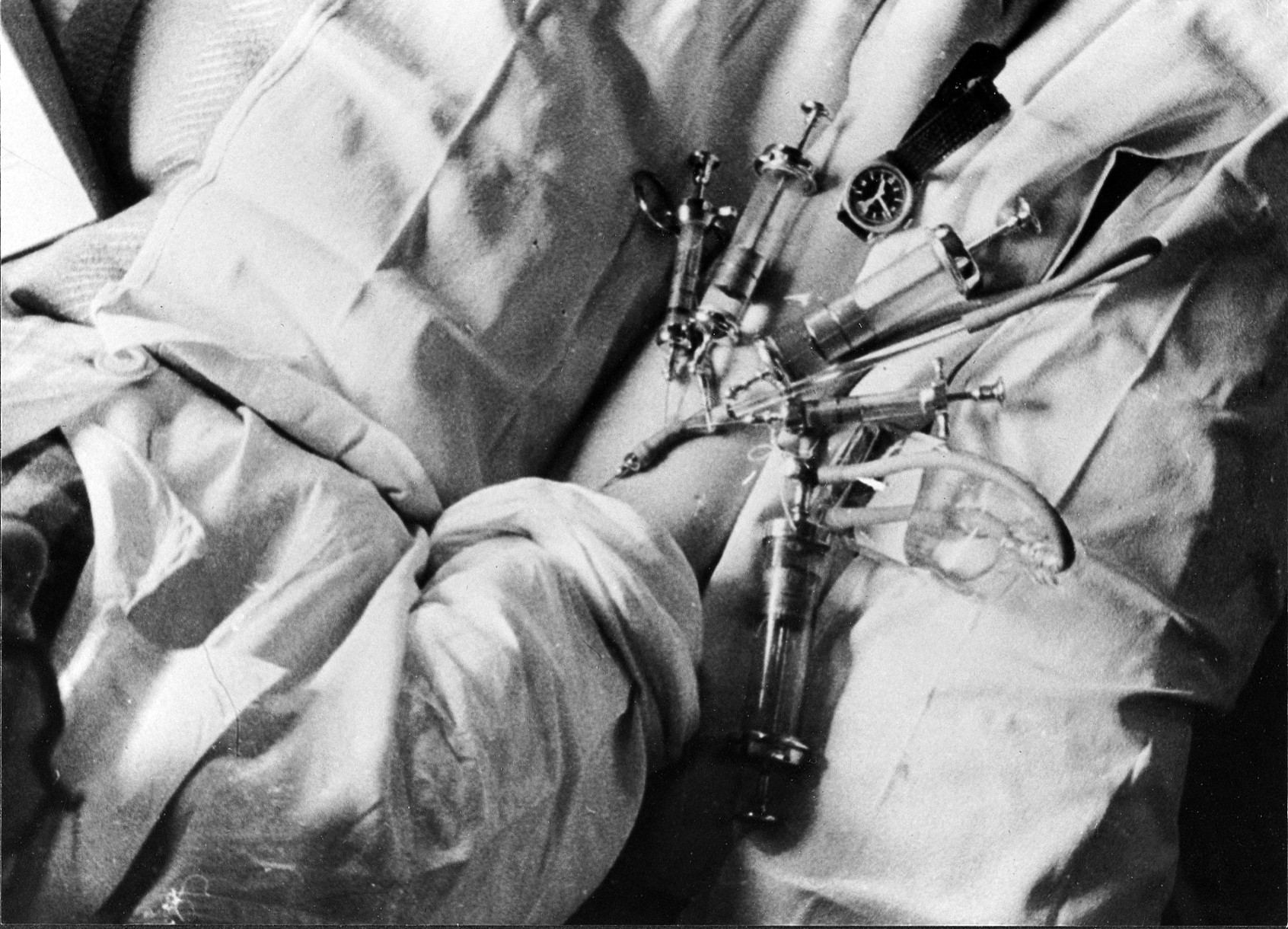
Injectant minerals al braç del doctor Widdowson

Widdowson va demostrar que un nadó humà acabat de néixer té un 16% del seu pes en greix, molt més gran que l'u o el 2% d'altres espècies. També va estudiar la importància del contingut nutricional de les dietes infantils, en particular les vitamines i minerals rastrejats en la llet humana natural i artificial. El seu treball va conduir a la revisió de les normes per als substituts de la llet materna al Regne Unit als anys vuitanta.

## Vida posterior i reconeixement
Widdowson es va convertir en cap de la Divisió de Recerca en Nutrició Infantil del Laboratori Nutricional de Dunn a Cambridge el 1966. Es va retirar formalment el 1972, però va continuar la investigació acadèmica al Departament of Investigative Medicine de l'Hospital Addenbrooke. Va ser presidenta de la Nutrition Society del 1977 al 1980, presidenta de la Neonatal Society del 1978 al 1981 i presidenta de la British Nutrition Foundation del 1986 al 1996. Es va convertir en Fellow de l'Imperial College el 1994.
Esdevingué membre de la Royal Society el 1976 i va ser nomenada CBE el 1979. També va ser nomenada membre de l'Orde dels Companys d'Honor el 1993, que s'atorga pels seus èxits destacats en les arts, la literatura, la música, les ciències, la política, la indústria o la religió.
La British Nutrition Foundation va publicar un llibre el 1993 per celebrar els 60 anys de la seva col·laboració amb McCance, McCance i Widdowson. A Scientific Partnership of 60 Years, 1933-1993, editat per Margaret Ashwell .
Widdowson va viure a Barrington, prop de Cambridge, durant més de 50 anys. Va menjar una dieta senzilla, inclosa la mantega i els ous, i va atribuir la seva longevitat a bons gens: el seu pare va viure fins als 96 anys i la seva mare als 107 anys. Va morir a l'Hospital d'Addenbrooke després de patir un ictus mentre estava de vacances amb la seva germana a Irlanda. No es va casar mai.

## Llegat
El 2020, la BBC la va incloure en una llista de set científiques britàniques importants però poc conegudes.
L'Imperial College ofereix la beca Elsie Widdowson per al personal acadèmic que torna a treballar després de la maternitat, l'adopció i / o el permís parental compartit.